# 佛羅里達含水層
佛羅里達含水層（英語：Floridan aquifer）由上佛羅里達含水層和下佛羅里達含水層組成，屬於古近紀碳酸鹽岩，位於美國東南部，面積約100,000平方英里（260,000平方公里）。其範圍涵蓋整個佛羅里達州以及阿拉巴馬州、喬治亞州、密西西比州和南卡羅來納州的部分地區。
佛羅里達含水層是世界上生產力最高的含水層之一，為近1000萬人提供飲用水。